# Foiling Fickle Father
Foiling Fickle Father é um filme mudo norte-americano de 1913, do gênero comédia, dirigido por Henry Lehrman e Mack Sennett, que também produziu o filme.

## Elenco
- Mabel Normand
- Henry Stanley